# کمند (فیروزکوه)
کُمند یک روستا در ایران است که در دهستان پشتکوه (فیروزکوه) واقع شده‌است. کمند ۴۵۶ نفر جمعیت دارد.